# John Rimmer
John Thomas «Jack» Rimmer (Ormskirk, Lancashire, 27 de abril de 1878-Liverpool, 6 de junio de 1962) fue un atleta del Reino Unido, ganador de dos medallas olímpicas en los Juegos Olímpicos de París en 1900.
En la primera prueba que participó en los juegos olímpicos de París, 1500 metros lisos, Rimmer acabó en octavo lugar. Un día después Rimmer ganó la prueba de 4000 m obstáculos, ganando a su compañero de equipo Charles Bennet. Rimmer ganó su segundo título olímpico en la prueba de 5000 metros por equipos con un equipo integrado por el mismo, Charles Bennet, Alfred Tysoe, Sydney Robinson and Stanley Rowley,
- Datos: Q708422